# Wampir (opera)

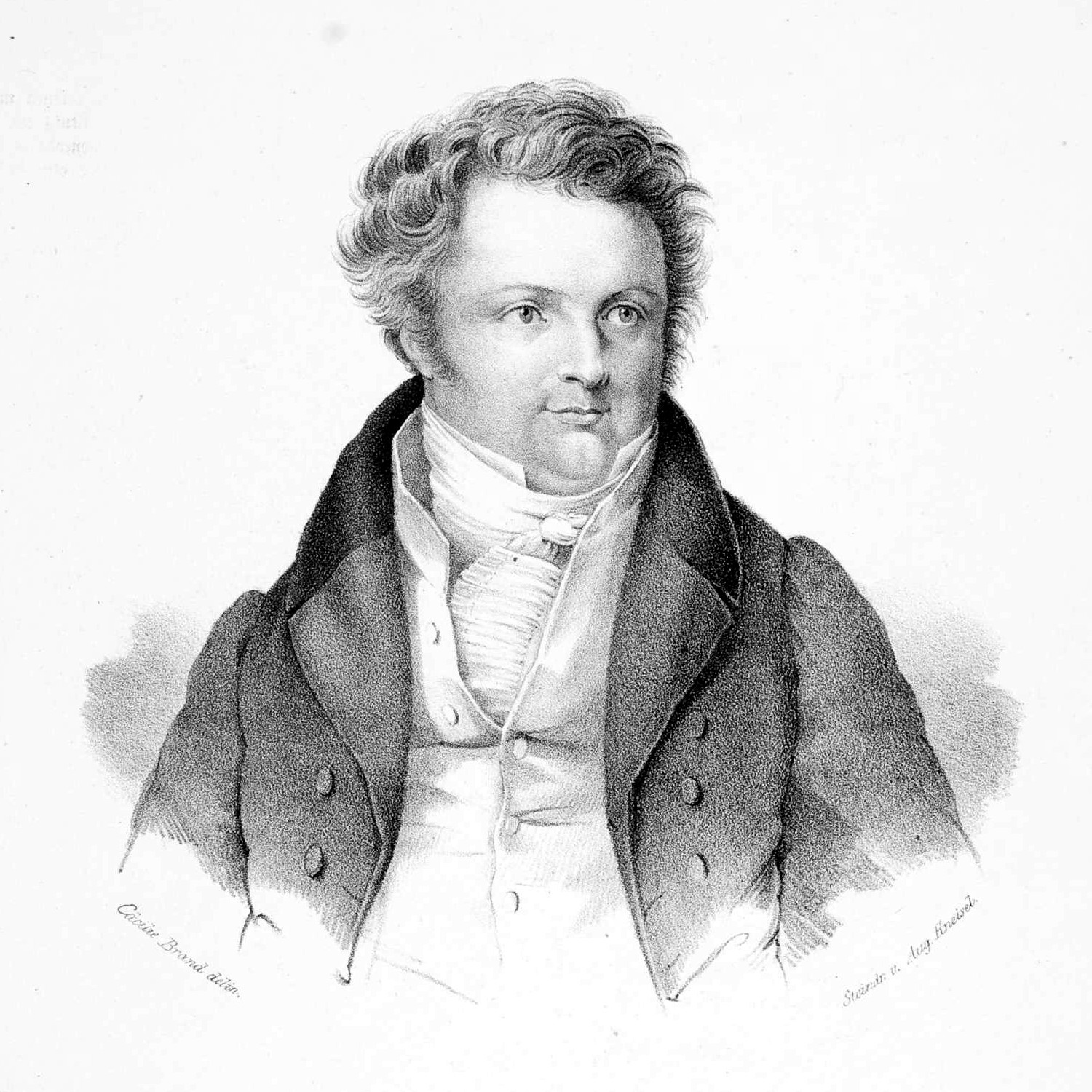
Heinrich Marschner – niemiecki kompozytor

Wampir (niem. der Vampyr) – dwuaktowa opera Heinricha Marschnera do libretta Wilhelma Augusta Wohlbrücka według sztuki „Der Vampir oder die Totenbraut” (1821)  Heinricha Ludwiga Rittera, stanowiącej niemieckojęzyczną adaptację francuskiego opracowania teatralnego noweli „The Vampyr” (1819) Polidoriego. Prapremiera odbyła się 29 marca 1828 w Lipsku.

## Libretto

### Geneza
Podstawą do powstania libretta była powieść Johna Polidoriego "The Vampyr", napisana w 1816, a opublikowana 1819 roku. Dzieło to powstało w trakcie twórczego spotkania takich pisarzy jak: Lord Byron, Marry Shelley i Percy Bysshe Shelley. Byron napisał fragment historii, która stała się inspiracją dla Polidoriego. Pierwsze wydanie miało tytuł:  The Vampyre: A Tale autorstwa Lorda Byrona. Dopiero przy drugim wydaniu usunięto nazwisko Byrona, sam pisarz zrzekł się autorstwa, ale to właśnie jego osoba sprawiła, że powieść zyskała ogromną popularność. Dzieło to jest uważane za pierwsze, które wprowadza postać wampira nowoczesnego do literatury. Do tej pory obraz wampira miał korzenie ludowe, pochodzące z legend i opowiadań.
Na podstawie dzieła Polidoriego, powstał francuski, trzyaktowy melodramat Le Vampire, którego twórcami byli  P. F. A. Carmouche, Charles Nodier i Achille de Jouffroy. Na podstawie ich dzieła Heinrich Ludwig Ritter stworzył teatralne opracowanie Der Vampir oder die Totenbraut (1821). Na jego podstawie Wilhelm August Wohlbrück (szwagier Marschnera) stworzył libretto do opery.

### Budowa
Libretto składa się z dwóch aktów, a każdy akt dzieli się na dwa obrazy.

### Fabuła
Miejsce akcji i czas akcji: Szkocja w XVIII wieku

#### Akt I – obraz I
Akcja rozpoczyna się w Jaskini Wampirów. Znajdują się tam różne wiedźmy, duchy i wampiry.  Przybywa Władca Wampirów, który żąda od Lorda Ruthwena dostarczenia dusz trzech niewinnych dziewic. Lord obiecuje, że spełni rozkaz. Zwabia więc on na odludzie swoją narzeczoną Janthe, którą morduje. Jej ojcu (John Berkeley) nie udaje się przybyć w porę z ratunkiem. Rani Ruthwena mieczem, myśląc że zginął. Wchodzi do jaskini i widzi zakrwawioną szyję i klatkę piersiową córki.  Rany na jej ciele wskazują na wampira. Na scenie pojawia się  Edgar Aubry, znajomy Lorda Ruthwena, któremu wampir niegdyś uratował życie. Ruthwen okłamuje go, że został zaatakowany przez rabusiów i prosi, żeby przeniósł go na klif, aby promienie księżyca padały na jego twarz. Aubrey rozumie, że Ruthwen jest wampirem, ale pod groźbą przysięga milczeć przez jeden dzień. Przenosi Ruthwena na klif. Ten pod wpływem promieni księżyca odzyskuje siły.

#### Akt I – obraz II
Akcja przenosi się do zamku Lorda Davenauta. Jego córka – Malwina obchodzi 18 urodziny. Przychodzi do niej Edgar, który jest jej ukochanym, jednak muszą oni ukrywać swoje uczucie. Do pokoju wchodzi Lord Davenaut i oznajmia córce, że oddał jej rękę hrabiemu Marsden. Malwina i Aubry są przerażeni.  Córka błaga ojca, aby to odwołał. Przyznaje się, że jest zakochana w Edgarze i tylko przy nim będzie szczęśliwa. Sir Humphrey nie chce jej słuchać. Mówi, że nie może złamać danej już obietnicy. Na scenę wchodzi Georg Diddin, służący Davenautów i oznajmia, że do zamku przyjechał hrabia Marsden. Okazuje się, że jest to Lord Ruthwen. Rozpoznaje go Edgar, znając straszną tajemnice Lorda, wie że Malwinie grozi niebezpieczeństwo, jednak przez złożoną obietnicę nie może nic zdradzić. Lord Ruthwen widzi w Malwinie swoją drugą ofiarę. Ich ślub ma się odbyć jeszcze przed północą.

#### Akt II – obraz I
Akcja aktu drugiego dzieje się przed zamkiem Marsden. Odbywa się festiwal rolników, a na nim wesele Georga i Emmy. Pan młody jeszcze się nie zjawił. Emmy czeka na swojego męża. Pojawiają się wieści o makabrycznej śmierci Janthe, a Emmy przypomina gościom legendę o wampirze. Na weselu pojawia się Ruthwen, który zaczyna uwodzić Emmy. Widzi to Georg, który postanawia zareagować. Zabiera żonę do sali tanecznej. Ta jednak, pragnie znowu spotkać Ruthwena. Następnie odbywa się rozmowa Wampira z Edgarem. Aubry informuje go, że postanowił złamać przysięgę. Ruthwen opowiada mu o strasznych rzeczach, jakie mogą go spotkać. Aubry pozostaje bezsilny. Lord zwabia Emmy do altany. Dziewczyna próbuje się bronić, chce wrócić do Georga, jednak urok Wampira jest silniejszy. Zbliżają się do siebie. Podczas zabawy Blunt, Gadshill, Scrop śpiewają o przyjemnościach picia. Żona Blunta Suse upomina za to mężczyzn. Pojawia się źle wyglądający George, który opowiada, jak śledził Emmy i Ruthwena. Gdy doszedł do altany w lesie zobaczył martwe ciało Emmy. Zastrzelił hrabiego w plecy pozostawiając go w świetle księżyca. Wszyscy są przerażeni i współczują Georgowi.

#### Akt II – obraz II
Akcja znów przenosi się do zamku Davenauta. Przed północą odbyć ma się ślub Malwiny z Ruthwenem. Edgar ostrzega ukochaną, że grozi jej wielkie niebezpieczeństwo. Zaczynają przychodzić goście weselni. Pojawia się również Ruthwen, który przeprasza za spóźnienie. Malwina i Aubry ostatni raz zwracają się do Sir Humphreya, aby odwołał ślub. Ten wyrzuca Aubry'ego i nakazuje, abyuroczystość była kontynuowany. Edgar nie poddaje się. Pragnie uratować ukochaną. Wraca do sali chcąc ujawnić tajemnicę Ruthwena bez względu na to, jaką cenę poniesie. Nagle zegar wybija pierwszą, a Aubry, zwolniony z przysięgi, wyjawia, że „Marsden” to Lord Ruthven, Wampir, który zabił Janthe i Emmy. Lord Ruthwen, który nie dopełnił powierzonego mu zadania, zostaje uderzony piorunem i schodzi do piekła. Teraz Davenaut prosi Malwinę o wybaczenie i wyraża zgodę na jej małżeństwo z Edgarem. Wszyscy bardzo się cieszą, z takiego obrotu spraw.

## Osoby
- Lord Ruthwen – baryton
- Janthe, jego narzeczona – sopran
- John Berkeley, ojciec Janthe – bas
- Edgar Aubry – tenor
- Malwina, jego ukochana – sopran
- Humphrey Davenaut, ojciec Malwiny – bas
- Emma, wieśniaczka – sopran
- Georg Diddin, służący Davenautów – tenor
- Toms Bunt – baryton
- Suse, jego żona – mezzosopran
- James Gadshill – tenor
- Richard Scrop – tenor
- Władca wampirów – rola mówiona

## Muzyka

### Kompozytor – Heinrich Marschner
Urodził się 16 sierpnia 1795 roku w Zittau. Śpiewał tam w szkolnym chórze i pobierał lekcje u miejscowych muzyków. Rozpoczął studia prawne w Lipsku, gdzie poznał wiele osobistości ze świata muzyki. Skomponował w tym czasie swoją pierwszą operę "Łaskawość Tytusa"  Dzieło to nie zostało nigdy wystawione i przepadło. W Wiedniu miał okazję spotkać Beethovena. Został nauczycielem muzyki u hrabiego Zichiego. W jego rezydencji, Marschner skomponował dwa singspiele. Pierwszy większy sukces przyniosła mu trzyaktowa grand opera Heinrich IV und d'Aubigne. Osiadł we stolicy Saksonii gdzie skomponował kilka singspieli. Starał się uzyskać stanowisko dyrektora muzycznego w Dreźnie, jednak bezskutecznie. Wrócił do Lipska i tam zatriumfował operą Der Vampir. Po sukcesie Wampira skomponował jeszcze inne opery, między innymi: Templariusz i Żydówka  oraz Hans Heiling, które pomimo wielkiego sukcesu zostały niemal całkowicie zapomniane w XX wieku. Zmarł w Hanowerze 14 grudnia 1861 roku. Próby wprowadzenia jego oper do repertuaru ze względu na ważne znaczenie historyczne pozostają bezcelowe. Jego twórczość została niemal całkowicie przykryta dziełami Webera, Lortzinga i Wagnera.

### Praca nadWampirem
Tworzenie muzyki Marschner rozpoczął w Dreźnie w 1826 roku, po śmierci Carla Marii von Webera. Po nieudanej próbuje uzyskania stanowiska dyrektora muzycznego, wraz ze swoją żoną, śpiewaczką Marianne Wohlbrück dotarł do Lipska. Partytura została ukończona w grudniu 1827 roku i natychmiast podbiła niemieckie sceny a także i Londyn gdzie została wystawiona 60 razy. W roku 1924 Hans Pfitzner opracował nową edycję dla Opery w Stuttgarcie, wznowioną następnie w Berlinie, Monachium i Lipsku. Współczesne produkcje należą do rzadkości.